# 申伯
申伯（しんはく、生没年不詳）は、西周時代の申の初代君主。

## 生涯
周の宣王は楚や南方の諸侯を鎮圧するために方叔を派遣して楚を平定した。宣王は召の穆公は謝（現在の河南省南陽市）に住宅・宮室・宗廟及び都邑を建造し、土田を開墾することを命じた。周の宣王は自ら、郿（現在の陝西省宝鶏市眉県の北東）に赴いた。謝の地を母の兄弟の申伯に与え、申を建国させた。申は南方の軍事的な重鎮となった。申伯成は申の初代君主であると『詩経』「大雅・嵩高」に記されている。